# Hans Joachim Stuck

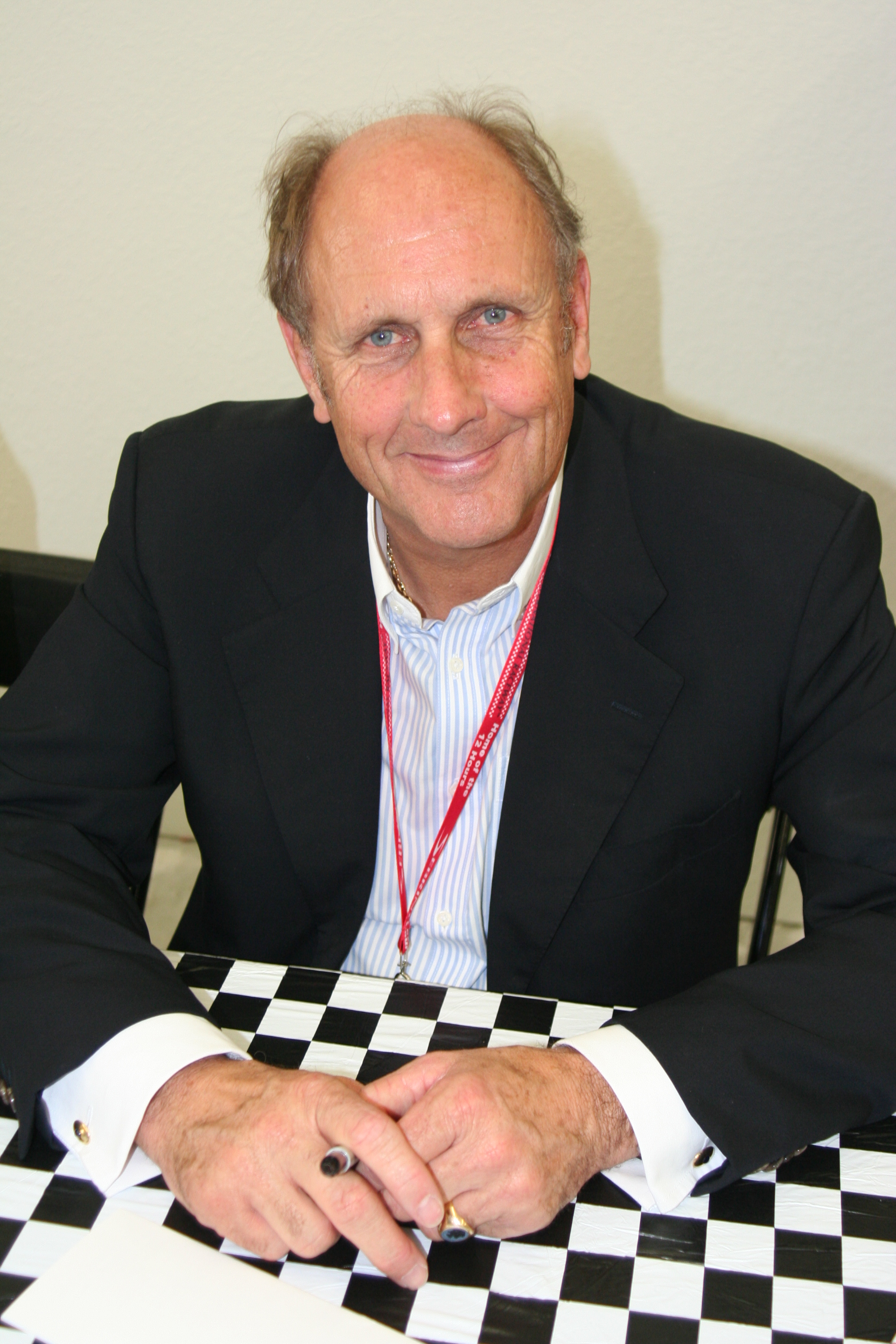
Fotografia de Hans Joachim Stuck realitzada l'any 2008.

 Hans Joachim Stuck  (Grainau, 1 de gener de 1951) va ser un pilot de curses automobilístiques alemany que va arribar a disputar curses de Fórmula 1.
Fill del també pilot Hans Stuck, va néixer l'1 de gener del 1951 a Grainau, Baviera, Alemanya.
Fora de la F1 va aconseguir la victòria a les 24 hores de Le Mans als anys 1986 i 1987.

## A la F1
Hans Joachim Stuck va debutar a la primera cursa de la temporada 1974 (la 25a temporada de la història) del campionat del món de la Fórmula 1, disputant el 13 de gener del 1974 el Gran Premi de l'Argentina al circuit de Buenos Aires.
Va participar en 81 curses puntuables pel campionat de la F1, disputades en sis temporades consecutives (1974-1979), aconseguint dos tercers llocs com a millor classificació en una cursa i assolí 29 punts pel campionat del món de pilots (amb una onzena posició com a millor classificació).

## Resultats a la Fórmula 1
| Any  | Equip                       | Xassís  | Motor      | 1       | 2       | 3         | 4         | 5       | 6       | 7       | 8       | 9       | 10      | 11      | 12      | 13      | 14      | 15      | 16      | 17    | Posició | Punts |
| ---- | --------------------------- | ------- | ---------- | ------- | ------- | --------- | --------- | ------- | ------- | ------- | ------- | ------- | ------- | ------- | ------- | ------- | ------- | ------- | ------- | ----- | ------- | ----- |
| 1974 | March Engineering           | March   | Cosworth   | ARG Ret | BRA Ret | SUD 5     | ESP 4     | BEL Ret | MON Ret | SUE     | HOL Ret | FRA NVQ | GBR Ret | ALE 7   | AUT 11  | ITA Ret | CAN Ret | USA NVQ |         |       | 16è     | 5     |
| 1975 | Lavazza March               | March   | Cosworth   | ARG     | BRA     | SUD       | ESP       | MON     | BEL     | SUE     | HOL     | FRA     | GBR Ret | ALE Ret | AUT Ret | ITA Ret | USA 8   |         |         |       | -       | 0     |
| 1976 | March Racing                | March   | Cosworth   | BRA 4   | SUD 12  |           | ESP Ret   | BEL Ret | MON 4   | SUE Ret | FRA 7   | GBR Ret | ALE Ret | AUT Ret | HOL Ret | ITA Ret | CAN Ret | USA 5   | JPN Ret |       | 13è     | 8     |
| 1976 | Theodore Racing             | March   | Cosworth   |         |         | O.USA Ret |           |         |         |         |         |         |         |         |         |         |         |         |         |       | 13è     | 8     |
| 1977 | Team Rothmans International | March   | Cosworth   | ARG     | BRA     | SUD Ret   |           |         |         |         |         |         |         |         |         |         |         |         |         |       | 11è     | 12    |
| 1977 | Martini Racing              | Brabham | Alfa Romeo |         |         |           | O.USA Ret | ESP 6   | MON Ret | BEL 6   | SUE 10  | FRA Ret | GBR 5   | ALE 3   | AUT 3   | HOL 7   | ITA Ret | USA Ret | CAN Ret | JPN 7 | 11è     | 12    |
| 1978 | Shadow Racing Team          | Shadow  | Cosworth   | ARG 17  | BRA Ret | SUD NVQ   |           |         |         |         |         |         |         |         |         |         |         |         |         |       | 18è     | 2     |
| 1978 | Shadow Racing Team          | Shadow  | Cosworth   |         |         |           | O.USA NVS | MON Ret | BEL Ret | ESP Ret | SUE 11  | FRA 11  | GBR 5   | ALE Ret | AUT Ret | HOL Ret | ITA Ret | USA Ret | CAN Ret |       | 18è     | 2     |
| 1979 | ATS Wheels                  | ATS     | Cosworth   | ARG NVS | BRA Ret | SUD Ret   | O.USA DSQ | ESP 14  | BEL 8   | MON Ret | FRA NVS | GBR NVQ | ALE Ret |         |         |         |         |         |         |       | 20è     | 2     |
| 1979 | ATS Wheels                  | ATS     | Cosworth   |         |         |           |           |         |         |         |         |         |         | AUT Ret | HOL Ret | ITA 11  | CAN Ret | USA 5   |         |       | 20è     | 2     |

### Resum
| Curses: | Victòries: | Pòdiums: | Poles: | Voltes ràpides: | Punts: |
| ------- | ---------- | -------- | ------ | --------------- | ------ |
| 81      | 0          | 2        | 0      | 0               | 29     |